# Pištaline
Pištaline falu Bosznia-Hercegovinában, a Bosznia-hercegovinai Föderáció Una-Szanai kantonjában, Bosanska Krupa községben.

## Fekvése
Bosznia-Hercegovina északnyugati részén, Bihácstól légvonalban 22, közúton 36 km-re északkeletre, Bosanska Krupa központjától légvonalban 8, közúton 15 km-re északnyugatra levő dombos területen, a Bosanska Krupáról Cazinra menő főút mentén fekszik.

## Népessége
| Nemzetiségi csoport | Népesség 1991 | Népesség 2013 |
| ------------------- | ------------- | ------------- |
| Szerb               | 50            | 1             |
| Bosnyák             | 1486          | 1299          |
| Horvát              | 0             | 2             |
| Jugoszláv           | 0             | 0             |
| Egyéb               | 5             | 14            |
| Összesen            | 1541          | 1316          |

## Története
A település már a középkorban is lakott volt. Középkori templomának maradványai a központtól északra, a mecsettől délkeletre találhatók. 1915-ben a falu lakossága 2/3 részben még szerb pravoszlávokból állt. A maradék szerb lakosság a boszniai háború során menekült el.
A pištalinei muszlim gyülekezetnek több mint 250 háztartása van, Hadžići és Hadžipasići falvak is részét képezik. A szóbeli beszámolók szerint Pištaline első mecsete vályogból, fa minarettel épült a 18. század második felében. Leromlott állapota később miatt egy fából készült mecset váltotta fel, az ún "Brvnara", amely 1934-ig működött, amikor lebontották. 1937-ben kezdődött meg az új téglamecset építése. Ennek a mecsetnek fából készült minaretje volt, mely egészen 1976-ig állt, amikor Nurija Ljubijankić krajinai minaretépítővel új betonminaretet építtettek. A boszniai háború során, bár messze volt a csatavonalaktól, a mecsetet ágyúzták és az agresszió során megsérült. A bővítési és rekonstrukciós projekt 1999-től 2002. május 18-ig az ünnepélyes megnyitóig tartott. Eddig ebben a gyülekezetben az állandó imám szolgálatot a következő imámok végezték: Shaban Crnkić, Jusuf Redžepagić (a mecset háremében temették el), Alihajdar Jakupović, Šefkija Hadžipašić, Sejfulah Alešević, Ahmet Memic, Mumin Bajrić, Zijad Čaušević, Muhamed Memić és Esad  Čataković efendi, aki 1988 óta a gyülekezet jelenlegi imámja.
A boszniai háború idején a szerb lakosság a terület egy részéről Pernára költözött (összesen 20 család). 2 idősebb család (4 fő) tért vissza, akik házukat felújították. A helyi közösség egy része eladta ingatlanainak egy részét, míg más családoknak nem érdekük a visszatérés, ők többnyire Vajdaságban élnek. 11 házat nem építettek újjá. Ma a közösség teljes területén 300 háztartás van. 2009-ben mintegy 70 főt foglalkoztattak szezonálisan és állandó jelleggel a kormányzati szolgáltatásokban és a magánszektorban. A fiatalabb lakosság egy része végleg Horvátországba, Szlovéniába és európai országokba költözött, és ott dolgozik. A földművelésre és az állattenyésztésre ugyan vannak források, de ezeket rosszul használják fel. Csak kevés háztartás foglalkozik tejtermeléssel. A területen van egy orvosi rendelő, amely napi két órát van nyitva (ápolónő), és hetente egyszer jön orvos. A bonyolultabb vizsgálatokhoz a 15 km-re lévő Bosanska Krupa-i Egészségházba kell utazni.

## Nevezetességei
- Középkori, Szűz Máriának szentelt keresztény templomának romjai a Krupa és Cazin közötti járási úton haladva, az úttól 1 km-re északra láthatók. Itt áll az egykori pravoszláv templom sisak nélküli tornya, mely megtöri a túloldali dombok és völgyek egyhangúságát. A lelőhely az egykori templom alapjaiból és a már említett négy emeletnyi magasságú, keleti és nyugati oldalán repedezett harangtoronyból áll. A templom téglalap alaprajzú, keletelt, 14 méter hosszú és 6 méter széles épület volt. A keleti oldal, ahol valószínűleg az oltár állt, teljesen egyenes vonalú, eszerint a templomnak nem volt apszisa. A harangtorony építési anyaga nagyon érdekes, mert míg a falak zúzott kőből készültek, már első ránézésre látható, hogy a torony egy egykori római épület anyagából épült. Falában faragott mészkő, faragott tufa, törött kő és római tégla teljesen véletlenszerű keveréke látható, utóbbi gyakran a kőanyaggal együtt épült be a mintegy 8 cm vastagságú falakba. Könnyen lehet, hogy a harangtorony anyagát a ljusinai római település romjaiból nyerték. A Ljusine-patak bal partján, Ljusinában, nem messze Pero Mihić házától, ma is gyakran láthatók a római épületek alapjai, körülötte pedig a mezőt és a bozótost mintegy 300 méter hosszúságban és 80 méter szélességben római tégladarabok és mészhabarcs borítják. Ezért bizonyára ott egy egész római település állt, melyből egy épület maradványait Milan Obradovic tanár ásta ki. Különféle építőanyagokat, többek között két rövid, fejes oszlopot talált és küldött múzeumba. A 19. század végén templom körül 11 darab középkori sírkő, stećak volt található.[7][8]

- A falu mecsete 1937-ben épült. A boszniai háborúban súlyaosan megrongálódott, 1999 és 2002 között bővítették és teljesen megújították.